# BMD-4
I BMD-4 (in cirillico: БМД-4), anche noti come BMD-3M durante la fase di sviluppo, sono una famiglia di veicoli da combattimento per le truppe aviotrasportate di fabbricazione russa, con capacità anfibie, sviluppata negli anni novanta dalla fabbrica di trattori di Volgograd ed entrato in servizio nelle file dell'esercito della Federazione Russa nel 2004.
Primo mezzo della sua categoria progettato dopo la guerra fredda è basato sul precedente BMD-3 ed è stato sviluppato per trasportare, scortare e supportare in battaglia le truppe aviotrasportate. Il mezzo, che spicca per leggerezza e potenza di fuoco, è armato con un cannone a canna rigata da 100mm, un cannone da 30mm ed una mitragliatrice da 7,62mm ed è in grado di impiegare numerose tipologie di munizioni tra cui proiettili a frammentazione e missili controcarro.
Equipaggiato con più sofisticate suite digitali che diminuiscono il carico di lavoro per l'equipaggio, ne sono state realizzate numerose versioni tra cui la BMD-4M, aggiornamento introdotto nel 2008, il BTR-MDM, versione da trasporto truppe, il 2S42 Lotus, obice avio-trasportabile ed il cacciacarri Sprut-SDM1.
Al 2021, il BMD-4 ed i mezzi da esso derivati, risultano in servizio attivo presso le forze armate russe.

## Storia
Il BMD-4 venne adottato dalle forze armate russe il 31 dicembre 2004. In agosto 2005 la 106ª Divisione aviotrasportata delle guardie ricevette il primo lotto di 60 di questi veicoli. Nel 2010 l'acquisto di tutti i BMD-4 con torretta "Bakhcha-U" venne cancellato, insieme a quello degli 2S25.
Il 21 marzo 2008, Kurganmašzavod svelò una variante modernizzata, designata BMD-4M. La principale causa delle modifiche fu il fallimento del produttore originale, la Fabbrica di trattori di Volvograd. In seguito all'esito positivo dei test condotti nello stesso anno, nel 2009 iniziò la produzione di massa del nuovo modello, che però venne rimandata in favore di quella del carro armato leggero 2S25 Sprut-SD. In seguito il capo di stato maggiore generale delle Forze armate russe Nikolay Makarov, liquidò il BMD-4 come "una versione del BMP-3" dotata di scarsa protezione e più costosa di un carro armato. Nell'agosto 2012, il vice-ministro della difesa, Alexander Sukhorukov, affermò che il BMD-4M non rispondeva ai requisiti delle forze armate russe e che non sarebbe più stato acquistato. Allo stesso tempo però, una settimana prima, Vladimir Shamanov aveva affermato che il mezzo era completamente conforme alle esigenze delle forze aerotrasportate, fattore più importante rispetto ai requisiti emessi dal ministero, e aveva rimesso ogni decisione al comandante supremo, Vladimir Putin. L'esercito russo ricevette un altro lotto di prototipi di BMD-4M a metà del 2014, otto dei quali consegnati alla 106ª Divisione aviotrasportata della Guardia per ulteriori test.
Le prove in condizioni climatiche estreme, l'aviolancio, le prove in acqua compreso lo sbarco dal mare, diedero esito positivo. Il BMD-4M, così come la variante trasporto truppe BTR-MDM, entrarono ufficialmente in servizio nell'aprile 2016.

## Caratteristiche

### Scafo

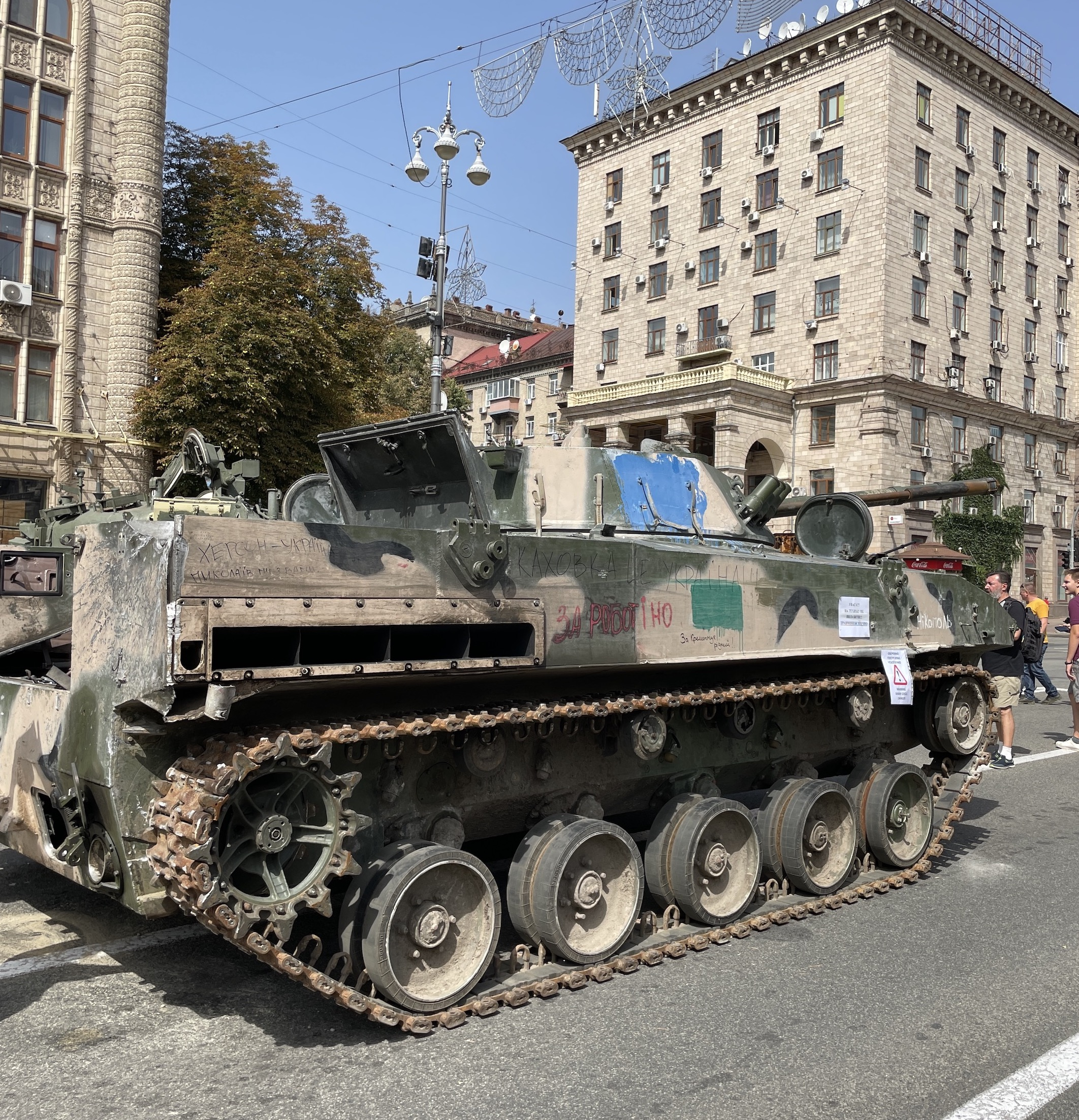
Vista laterale di un BMD-4 catturato a Kiev

Lo scafo del BMD-4 è fortemente ispirato da quello del BMD-3, ma include diverse innovazioni. L'equipaggio è costituito da tre membri: capocarro, cannoniere e conduttore. Può trasportare 5 fanti ed è più spazioso dei precedenti BMD-1 e BMD-2. Il treno di rotolamento è costituito da 6 piccole ruote portanti e 4 ruotini reggicingolo. Il veicolo è dotato di trasmissione automatica a 5 rapporti in avanti e in retromarcia.

### Armamento

#### Primario

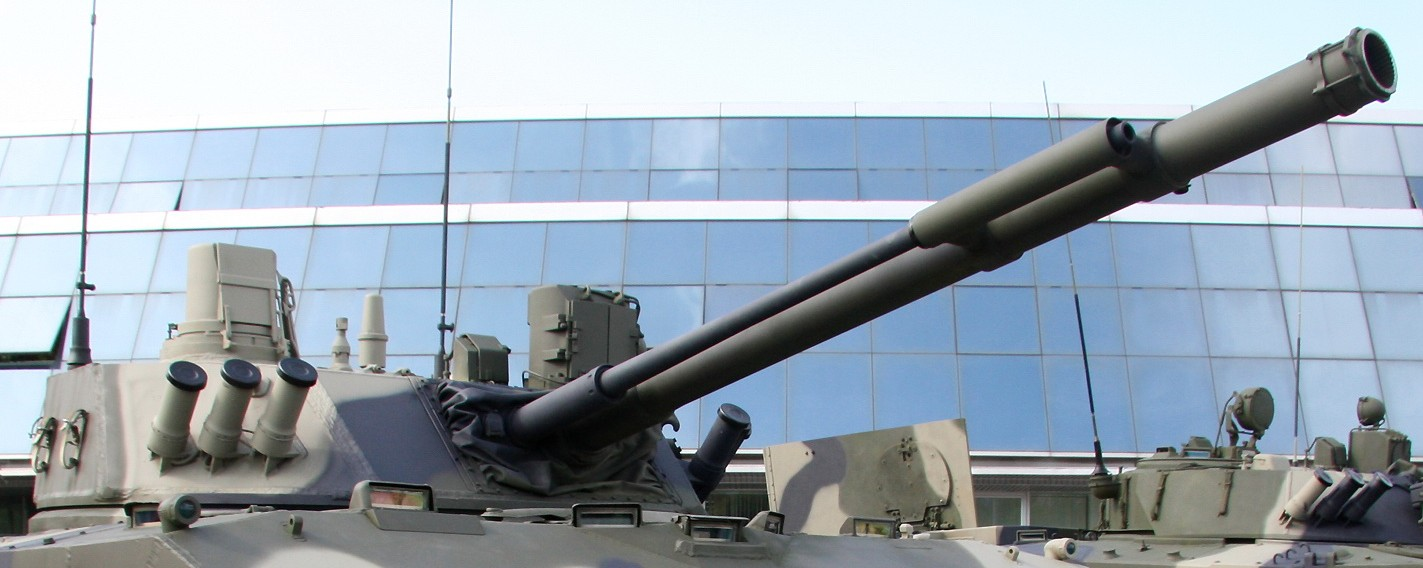
Torretta e dell'armamento primario.

Entrambe le armi principali del BMD-4 sono installate nella torretta denominata Bakhcha-U (in russo: "Бахча-У": campo di meloni): un cannone da carro armato rigato da 100 mm 2A70, un autocannone coassiale da 30 mm 2A72 e una mitragliatrice coassiale PKT da 7,62 mm. Il sistema d'arma è stato ideato dal KBP Instrument Design Bureau per le unità di fanteria motorizzata prive del supporto di carri armati e artiglieria. La torretta è installabile sullo scafo di diversi modelli di veicoli, come BMP-2, BMP-3 e BTR-90. La torretta brandeggia su 360°, offre una elevazione massima di 60° e una depressione minima di -6°.
La maggioranza dei bersagli, blindati e non, può essere ingaggiata da una delle due armi principali. Il cannone rigato 2A70 può tirare munizioni guidate e non guidate; nella torretta sono stivate 34 granate ad alto esplosivo/frammentazione pronte all'uso. Il cannone da 100 mm è dotato di sistema di caricamento automatico, capace di una cadenza di tiro di 10-12 colpi/minuto, con un tempo di caricamento per ogni colpo di 5-6 secondi. Le due varianti di granate a frammentazione disponibili sono la 3UOF17 e la 3UOF19; la prima con una velocità alla volata di 250 m/s, la seconda di 355 m/s. La 3UOF19 inoltre ha un raggio di letalità più ampio. Nella versione impiegata sulla torretta Bakhcha-U, la gittata del 2A70 è incrementata a 7 km per il colpi non guidati.
Il cannone automatico da 30 mm 2A72 è fissato coassialmente al cannone da 100 mm. La torretta contiene 500 colpi totali pronti al fuoco, dei quali 245 ad alto esplosivo e i rimanenti APDS. Questo pezzo raggiunge una velocità alla volata di 1.120 m/s e una cadenza ciclica di 350-400 colpi/minuto. I proietti perforanti penetrano 22 mm di acciaio omogeneo a 2.000 m ad un angolo di impatto di 60°.
La mitragliatrice PKT da 7,62 mm, montata coassialmente alle armi da 30 e 100 mm, dispone di 2.000 colpi a bordo, tutti combinati in un unico nastro.
Il cannone da 100 mm può inoltre lanciare il missile anticarro 9M117M1 "Arkan", versione del 9M117 Bastion ("AT-10 Stabber" per la NATO), pesante 21,5 kg e capace di penetrare 750-800 mm di acciaio omogeneo dietro una corazza reattiva. La torretta ospita 4 missili, che vengono caricati nella canna del pezzo dall'interno, senza esporre l'equipaggio con lanciatori esterni comuni su altri veicoli del genere. Con una velocità di 300 m/s, il missile "Arkan" è dotato di guida laser e può distruggere bersagli a 5,5 km di distanza.

#### Secondario
Il mezzo è dotato di un imponente armamento secondario, concentrato nello scafo. Una mitragliatrice PTK da 7,62 mm in supporto a sfera nella parte frontale sinistra del mezzo, operata da un mitragliere seduto a sinistra del conduttore, può essere smontata e utilizzata a terra, aumentandone la versatilità. Sul lato destro, un mitragliere opera una mitragliatrice leggera RPK-74, con 800 m di gittata massima, camerata per la munizione 5,45 × 39 mm standard degli AK-74 in servizio nelle forze armate russe.
Il mezzo dispone di un lanciatore addizionale 9P135M per missili anticarro, fissato sul tetto del vano di trasporto e rischierabile a terra. Il lanciatore può utilizzare i missili filoguidati Fagot (nome NATO: "AT-4 Spigot") e Konkurs (nome NATO: "AT-5 Spandrel"). Il Fagot è un missile a corto raggio, con una gittata utile di 2 km, una velocità media di 186 m/s e una penetrazione di 480 mm di acciaio omogeneo. La variante migliorata Fagot-M ha una gittata aumentata a 2,5 km e una capacità di penetrazione di 550 mm di acciaio omogeneo. Il Konkurs ha una gittata aumentata 4 km (2,5 km di notte) e una velocità di 206 m/s; la versione originale penetra 750-800 mm di acciaio, mentre la versione migliorata Konkurs-M penetra la stessa corazza omogenea sotto una corazza reattiva, grazie alla carica in tandem.

### Protezione
Il peso del BMD-4 è ridotto dall'uso di leghe d'alluminio nella realizzazione dello scafo, invece che di piastre d'acciaio. Questa blindatura protegge il mezzo dai colpi da 30 mm sulla parte frontale e da quelli di armi leggere e da schegge di granata sui fianchi. Due batterie di tre lanciagranate fumogene da 81 mm ZD6, disposte ai lati della torretta, garantiscono la protezione da armi a guida infrarossa. La sopravvivenza dell'equipaggio è inoltre migliorata da un sistema di protezione NBC e da un sistema antincendio automatico.

### Controllo del tiro e sensoristica
Il mezzo dispone di un avanzato sistema di controllo del tiro. La potenza di fuoco unica della torretta Bakhcha-U e le prestazioni dello scafo forniscono capacità inedite alle unità terrestri. Il BMD-4 può sparare con tutto l'armamento primario indipendente da fermo o in movimento, di notte o di giorno, a terra o in acqua. Il sistema di controllo del tiro consente un aumento significativo dell'efficacia degli armamenti, ingaggiando un'ampia gamma di obiettivi in condizioni meteorologiche e paesaggistiche avverse. Calcolatori balistici avanzati consentono al mezzo di sparare da posizioni defilate e di ingaggiare anche bersagli aerei a bassa quota e velocità.
Il sistema di controllo del tiro diurno/notturno è dotato di due ottiche, per capocarro e cannoniere. Il sistema di visione panoramico del capocarro copre 360° in azimuth, è dotato di termocamera e telemetro con 10 km di portata. Il sistema di visione del cannoniere consente il tiro diurno e notturno con tutte le armi principali in torretta. Le ottiche integrano immagini video, termiche, canali telemetrici e canale di guida per i missili. Le due ottiche dedicate per i due membri dell'equipaggio in torretta forniscono al mezzo capacità hunter-killer. Il cannoniere può utilizzare l'ottica del capocarro in caso di malfunzionamento o distruzione della propria. Il capocarro può prendere il controllo dell'armamento. In questo modo entrambi gli operatori hanno un completo controllo del sistema.

### Mobilità
Come il predecessore, il BMD-4 è paracadutabile con l'intero equipaggio e i passeggeri al proprio interno, consentendo l'ingaggio immediato dei bersagli al momento dell'atterraggio. Un Il-76 può trasportare due di questi mezzi rispetto ai tre BMD-1 e BMD-2. Il motore 2V-06-2 era lo stesso del BMD-3 e sviluppava 450 hp. Il mezzo è completamente anfibio, con due idrogetti posteriori ai due lati dello scafo che lo spingono in acqua alla velocità massima di 10 km/h con mare forza 2 sulla scala di Beaufort. L'alto rapporto potenza-peso permette al mezzo un'accelerazione superiore a tutti gli altri veicoli della categoria. Il mezzo raggiunge una velocità massima di 70 km/h su strada, la pendenza di 60° e una pendenza laterale di 35°. Il mezzo può superare una trincea di 1,8 m e un gradino di 0,8 m. Le sospensioni idropneumatiche consentono al conduttore di variare in 10 secondi l'altezza da terra tra 130 e 530 mm, con un'altezza normale per la marcia su strada di 450 mm.

## Varianti

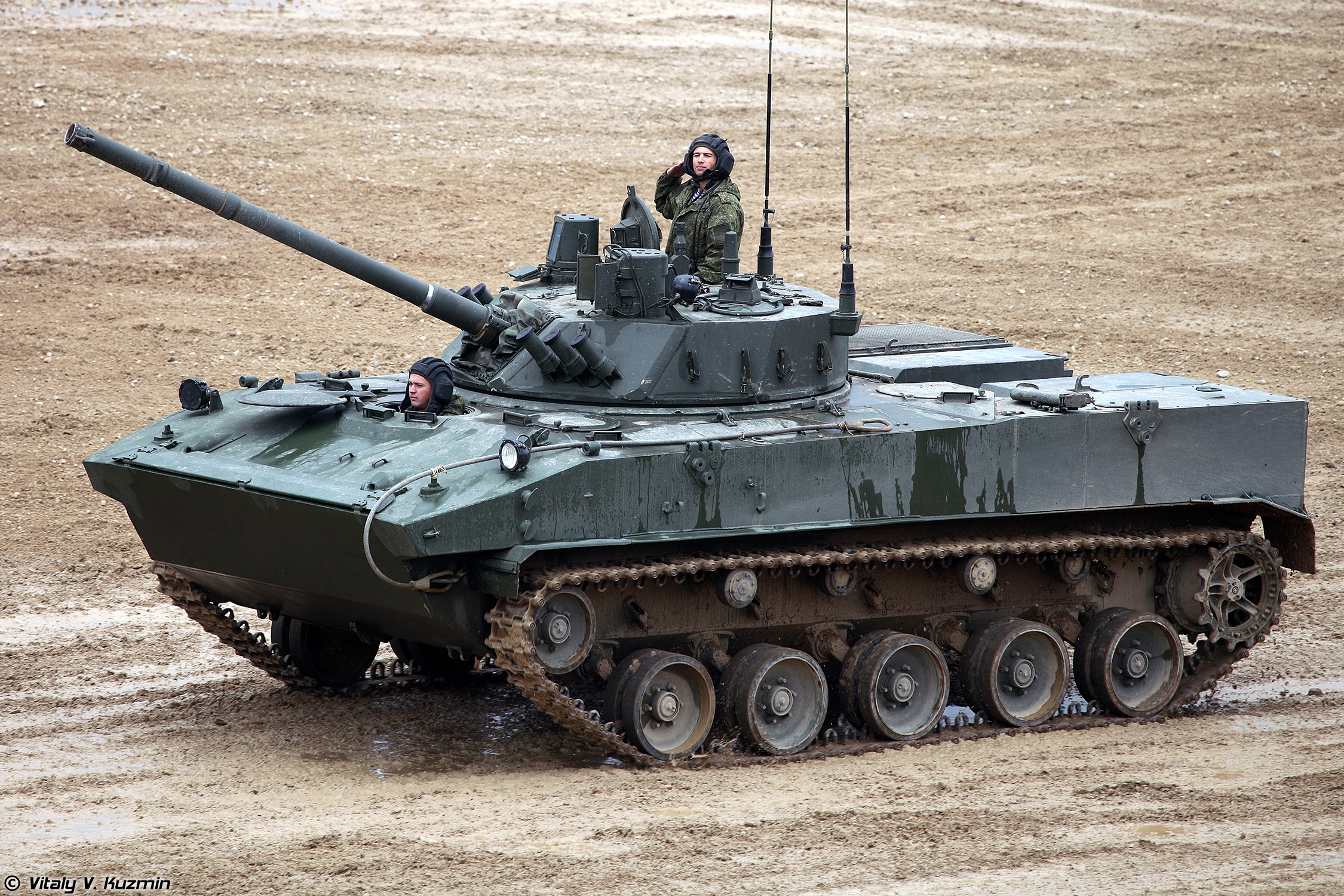
BMD-4M con corazzature addizionali.

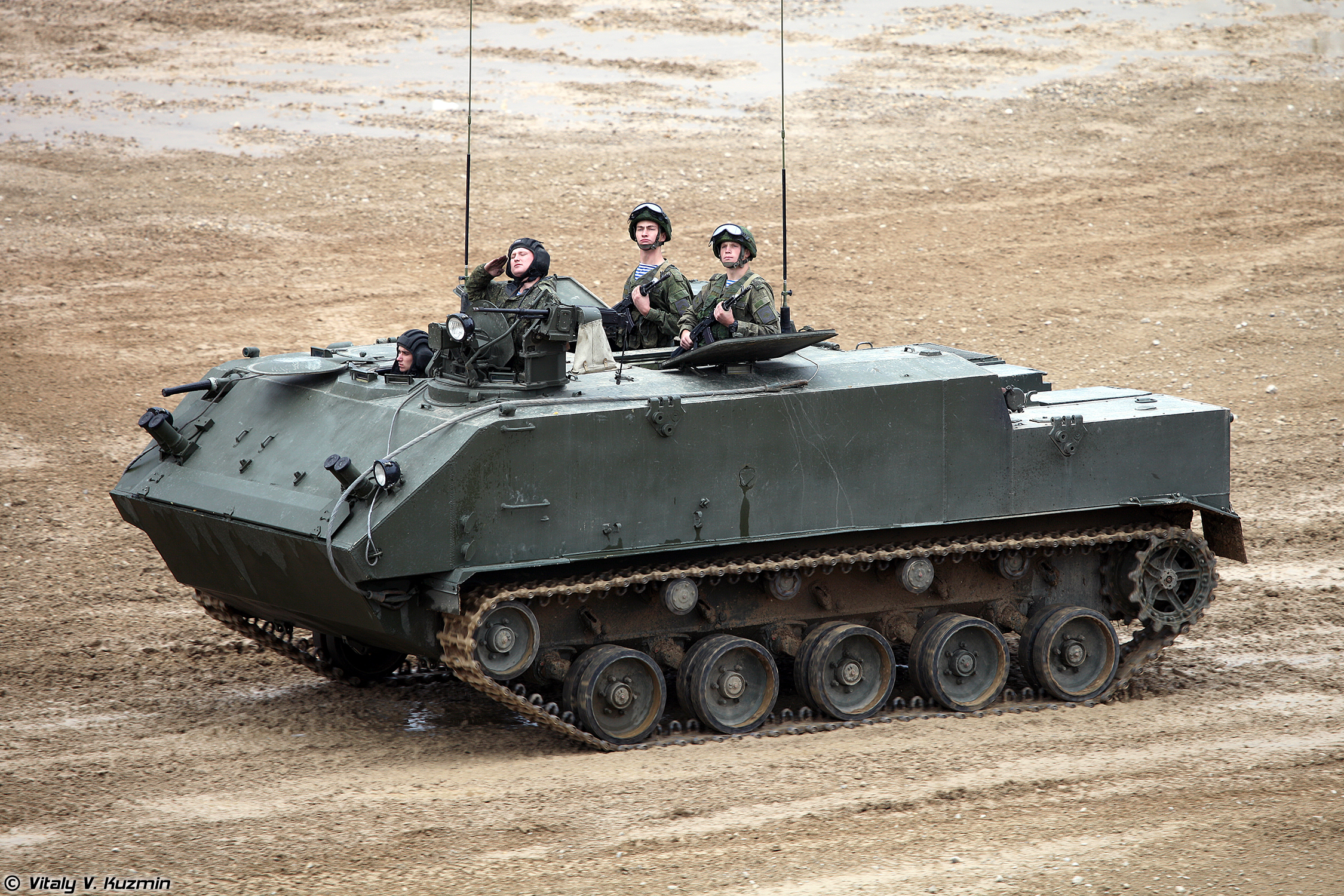
BTR-MDM Rakushka.

- BMD-4K – versione per il comandante di sezione, dotata di impianto radio addizionale.
- BMD-4M – variante modernizzata con moduli unificiati del BMP-3[24]
- BMD-4M Sinitsa – variante con ulteriori moduli del BMP-3 e torretta Sinitsa.
- BTR-MDM Rakushka - versione trasporto truppe basata sul BMD-4M. Trasporta 3 uomini di equipaggio e 12 fanti.
- 2S25 Sprut-SDM1- nuova versione su scafo BMD-4, dello Sprut-SD, armata di cannone da 125 mm 2A46M-5 ad anima liscia, lo stesso del carro T-90[25].
- 2S42 Lotus – mortaio semovente da 120 mm su scafo BMD-4M.
- Ptitselov – semovente antiaereo lanciamissili, armato con 12 missili 9M337 Sosna-R, su scafo BMD-4M[26].
- Kornet-D - semovente antiaereo lanciamissili armato con missile Kornet. Le prove sono iniziate nel gennaio 2019[27][28].

### BMD-4M

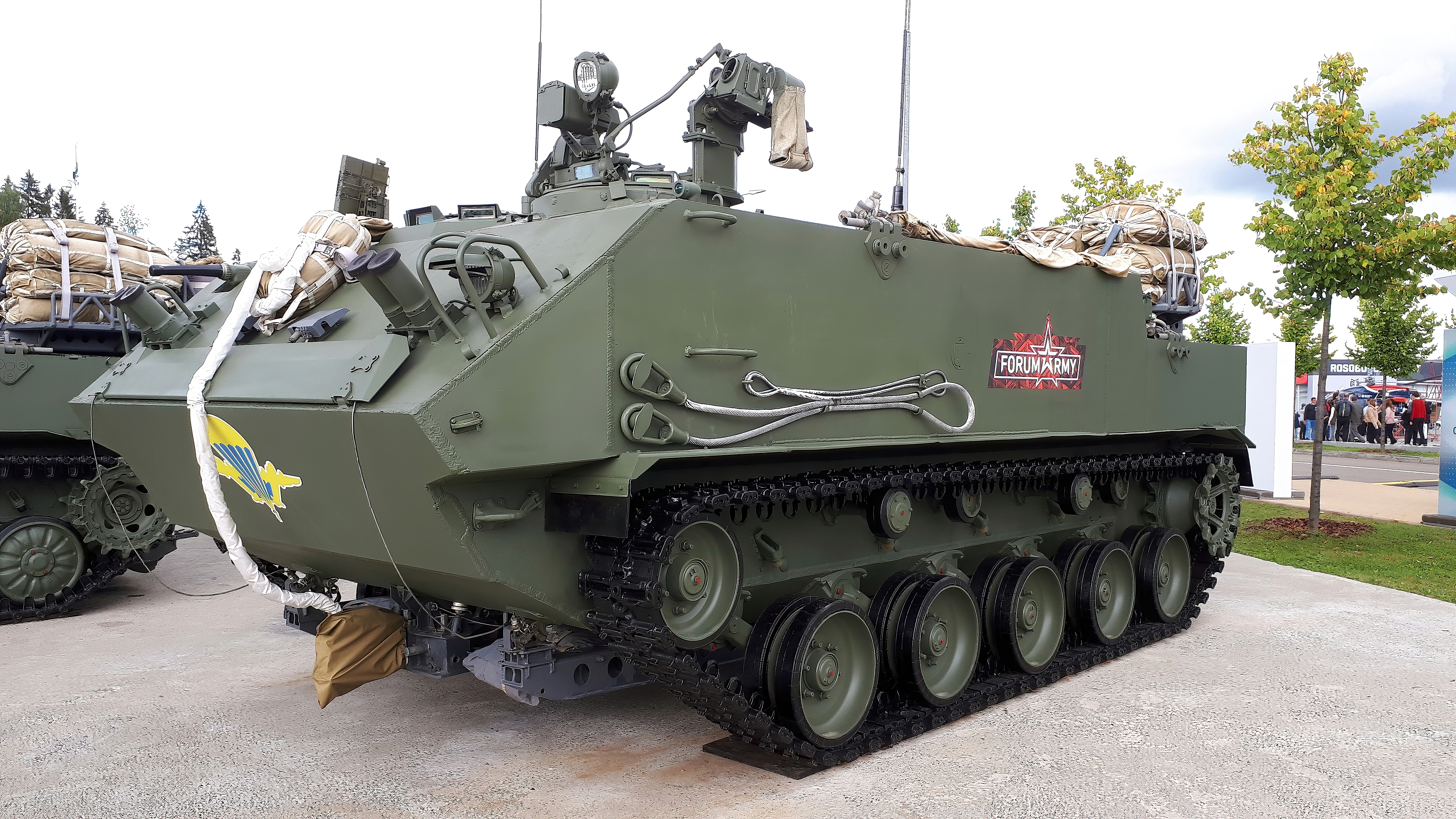
BTR-MDM Rakushka.

Il BMD-4M venne presentato dalla Kurganmašzavod nel 2008. Il veicolo manteneva la torretta Bakhcha-U con alcune innovazioni. La variante introduceva una protezione migliorata, ottenuta tramite leghe speciali leggere e durature che consentivano di mantenere le capacità anfibie e di aviolancio. Venne integrato il motore del BMP-3, più potente e compatto, erogante 500 hp. In generale, gli scafi di BMD-4M e BMP-3 condividono l'80% degli elementi. Ciò consente un notevole risparmio in termini economici e di manutenzione per le forze aerotrasportate.

### BMD-4M Sinitsa
Il BMD-4M Sinitsa venne presentato nel 2017. Il veicolo è equipaggiato con una torretta Sinitsa, con sistema panoramico montato sulla sommità, armata di cannone da 100 mm 2A70, autocannone da 30 mm 2A72 e mitragliatrice media PKMS da 7,62 mm. Il gruppo motopropulsore originale è sostituito con quello del BMP-3 per standardizzare la produzione e la fornitura di parti di ricambio.

## Utilizzatori
Russia
- Vozdušno-desantnye vojska – 8 battaglioni (31 BMD-4M e 16 BTR-MDM) + alcuni esemplari alle unità addestrative:[35][36]